# Dự án Araucaria
Dự án Araucaria - sự hợp tác khoa học quốc tế tập trung vào việc cải thiện hiệu chuẩn thang đo khoảng cách ngoài vũ trụ dựa trên các quan sát các chỉ số khoảng cách chính trong một số thiên hà gần Ngân Hà.

## Dự án
Dự án Araucaria là sự hợp tác giữa các nhà thiên văn học từ các tổ chức ở Châu Âu, Chile và Hoa Kỳ. Mục đích chính của nó là cung cấp một hiệu chuẩn được cải thiện của thang đo khoảng cách ngoài địa phương. Trong quá trình thiết lập thang đo khoảng cách ngoài vũ trụ, khó khăn lớn nhất dẫn đến đóng góp lớn nhất hiện nay đối với sự không chắc chắn có hệ thống của hằng số Hubble nằm ở việc xác định khoảng cách tuyệt đối chính xác đến các thiên hà gần đó. Lý do chính cho khó khăn dai dẳng này là ở sự phụ thuộc không xác định của nến tiêu chuẩn sao, được sử dụng để đo khoảng cách của các thiên hà gần đó, về các tính chất môi trường của các thiên hà chủ của chúng (tính kim loại, tuổi của quần thể sao, v.v.). Dự án Araucaria là một nỗ lực để khắc phục tình trạng này đối với một số nến sao quan trọng nhất, bao gồm các biến Cepheid, sao RR Lyrae, sao khổng lồ đỏ và siêu sao xanh có khả năng cung cấp xác định khoảng cách chính xác cho các thiên hà gần đó một khi môi trường của chúng sự phụ thuộc được hiệu chỉnh tốt. Chiến lược của chúng tôi là xác định khoảng cách chính xác bằng cách sử dụng các nến sao khác nhau cho một số thiên hà với các thông số môi trường khác nhau, phân tích cẩn thận sự khác biệt về khoảng cách giữa các nến sao khác nhau và cách chúng thay đổi theo các thông số môi trường của các thiên hà chủ.
Các mẫu thiên hà của dự án này bao gồm NGC 6822, IC 1613 và NGC 3109 trong Nhóm Địa phương và NGC 55, NGC 247, NGC 300 và NGC 7793 trong Nhóm Điêu khắc. Tất cả các thiên hà mục tiêu của chúng ta có thể được phân giải thành các thành phần sao của chúng bằng các kính thiên văn và dụng cụ hiện đại có sẵn cho dự án.